# Бар'єр (фільм, 1926)
«Бар'єр» (англ. The Barrier) — американський пригодницький фільм Джорджа У. Хілла 1926 року.

## Сюжет
Через роки після врятування комірником Гейлом своєї підопічної Ніші від Беннетта, її батька морського капітана, він повертається, щоб відшукати свою дочку — і помститися.

## У ролях
- Норман Керрі — Мід Баррелл
- Генрі Б. Волтхолл — Гейл Гейлорд
- Лайонел Беррімор — Старк Беннетт
- Марселін Дей — Ніша
- Джордж Купер — сержант Мерфі
- Берт Вудрафф — Крик Лі
- Неола Мей — Аллу
- Маріо Карилло — Полеон
- Пет Хермон — перший помічник
- Шеннон Дей — мати Ніші